# Vojaštvo Ruske federacije
Vojaštvo Ruske federacije sestavlja več vojaških in paravojaških organizacij, ki so organizirane s strani države, katerih pripadniki prejmejo neko obliko vojaškega urjenja ter so usposobljeni ter pooblaščeni za nošenje strelnega orožja:
- Oborožene sile Ruske federacije (1,2 milijona pripadnikov)
- Notranja vojska Ministrstva za notranje zadeve Ruske federacije (200.000+ pripadnikov)
- Otrjad miliciji osobogo naznačenija (OMON) (specialna policijska enota)
- SOBR (specialna policijska enota)
- Zvezna mejna stražarska služba Ruske federacije (200.000 pripadnikov)
- Civilne obrambne sile Ministrstva za izredne razmere Ruske federacije (30.000 pripadnikov)
- Železniške sile Ruske federacije (50.000 pripadnikov)
- Zvezna služba za specialno gradnjo Ruske federacije (14.000+ pripadnikov):

- Glavni vojaški direktorat za raziskovanje in obnovo Ministrstva za komunikacije Ruske federacije
- Centralni direktora vojaškogradbenih enot Ministrstva za jedrsko energijo Ruske federacije
- Zvezna cestnogradbena služba Ruske federacije

- Glavni direktora specialnih projektov Predsednika Ruske federacije (20.000 pripadnikov)
- Zvezna zaščitna služba Ruske federacije (3.000+ pripadnikov)
- Zvezna varnostna služba Ruske federacije (1.500-2.000 pripadnikov)
- Zaslon Zunanje obveščevalne službe (300-500 pripadnikov)
- Specialne sile Glavnega penološkega direktorata Ministrstva za pravosodje Ruske federacije
- Specialne sile Zvezne davčnopolicijske službe Ruske federacije
- Specialne sile Državnega carinskega komiteja Ruske federacije